# Voharika Tissa
Voharika Tissa o Vira Tissa. (Vohoraka Tissa o Waira Tissa) fou rei d'Anuradhapura (Sri Lanka) del 215 al 237, succeint al seu pare Sirinaga I.
Va començar el seu regnat construint dues gran sales a les dues gran vihares i poosant una placa metal·lica a la part est de l'arbre sagrat Bo i reparant els chattres als 8 temples principals (excepte el Ruwanwelisaya). Un ministre de nom Mukanaga va construir parets circulars a cinc vihares, incloent Tissa Vihara, situada en una petita illa al extrem nord de l'illa. En aquest temps era costum que els monjos llegissin en públic els records de les vides dels grans homes i el rei va gastar no menys de 300.000 peces de diners (massa) per mantenir a aquests monjos i en alleujar de les seves deutes al deutors.
Durant aquest regnat un braman de nom Wytulya, mentre es feia passar per budista, va intentar establir la seva pròpia religió que era una reinterpretació del budisme; aquesta religió encara que era tolerant amb l'heretgia, perseguia el cisma; va mostrar els erros del braman i no es va alarmar per les seves predicacions (els seus adeptes foren anomenats Wytulians) però finalment el rei va haver d'intervenir per la seva supressió i va encarregar al ministre Kapila cremar tots els llibres relacionats amb els wytulians i la seva doctrina i degradar a tots els sacerdots que havien abraçat les noves idees.
El rei discutia sovint sobre els principis de la justícia i l'equitat i pensava que calia abolir la tortura per administrar la llei que fins aleshores estava vigent.
La seva vida privada va tenir problemes quan el seu germà Abhaya es va enamorar de la reina que també es va enamorar del seu cunyat. El rei ho va saber i Abhaya va haver de fugir a l'Índia acompanyat d'alguns fidels, deixant a la cort a la reina mare Subha Deva amb l'encàrrec de preparar al país per una revolució. Quan Subha Deva li va comunicar que els preparatius s'havien culminat, Abhaya va creuar la mat amb una força d'indis (tàmils) i es va dirigir directament a la capital. Molts nobles abandonaren a Voharika Tissa que llavors es va adonar de la conspiració i no va tenir altre remei que fugir amb la seva esposa que era una bona amazona, i per un temps es va refugiar al país muntanyós conegut com a Malaya Rata; Abhaya es va proclamar rei (Abhaya Naga) i va marxar a Malaya Rata on finalment va atrapar a Voharika Tissa, es va apoderar de la reina i va matar el rei en el seu 22è any de regnat.